# تودوروفو (فليكا كلادوشا)
تودوروفو ( بالسيريلية : Тодорово) هي قرية في البوسنة والهرسك. وهي تقع في بلدية فليكا كلادوشا التابعة لكانتون يونا-سانا في اتحاد البوسنة والهرسك. طبقا لنتائج التعداد البوسنة عام 2013، فإن عدد سكانها 867 نسمة.
في القرية قلعة يعود تاريخها إلى نهاية القرن الخامس عشر وبداية القرن القرن السادس عشر، في عهد الدولة العثمانية؛ مدرجة على قائمة الآثار الوطنية للبوسنة والهرسك. وفيها مسجد بُني في عام 1868، والمسجد أيضا مدرج على قائمة الآثار الوطنية للبوسنة والهرسك.

## التركيبة السكانية

### التطور التاريخي للسكان
| 1961 | 1971 | 1981 | 1991 | 2013 |
| ---- | ---- | ---- | ---- | ---- |
| 749  | 876  | 1072 | 1249 | 867  |

### المجتمع المحلي
في عام 1991، المجتمع المحلي للقرية كان 6,927 نسمة موزعة على النحو التالي:

## وصلات خارجية
- (بالإنجليزية) Maplandia